# Snöfrid
Snöfrid, Op. 29, è un melodramma o "improvvisazione per narratore, coro misto e orchestra" di Jean Sibelius. Lo completò nel 1900 su un testo di Viktor Rydberg. Fu eseguito in anteprima a Helsinki il 20 ottobre 1900, con l'Orchestra della Helsinki Philharmonic Society, diretta da Robert Kajanus.

## Storia
Sibelius compose l'opera nell'autunno del 1900 su una poesia di Viktor Rydberg. In seguito osservò: "Ho scritto Snöfrid più o meno in una sola seduta dopo essere tornato a casa da tre giorni di animate celebrazioni". La trama su cui si basa si ispira alle vecchie ballate su racconti scandinavi. Una protagonista femminile fa appello ai suoi connazionali, in particolare ad un eroe, perché lottino per la libertà come obiettivo più grande della buona sorte, della fama e del piacere.
Sibelius fu ispirato da diverse opere di Rydberg, tra cui canzoni per solista e Skogsrået (La Ninfa dei Boschi). Gli piaceva il verso libero di Rydberg, che esprimeva idee sia erotiche che politiche. L'elemento eroico probabilmente faceva appello alle proprie battaglie "con tutti e tutto". Sibelius scelse scene drammatiche dalla poesia, come la frase di Snöfrid "Se scegli me, allora scegli la tempesta". Il preludio strumentale raffigura una tempesta di notte, con archi lamentosi, ottoni ululanti, percussioni tonanti, ma "dominato da elementi melodici e armonici".
Il lavoro fu eseguito per la prima volta a Helsinki il 20 ottobre 1900, con l'Orchestra della Helsinki Philharmonic Society, diretta da Robert Kajanus. L'occasione fu una lotteria per finanziare una tournée dell'orchestra a Parigi. Una recensione non firmata sul giornale Päivälehti ha osservava:
Successivamente Sibelius compose l'ultimo movimento su un testo diverso, Ylistys taiteelle di Volter Kilpi. Questa versione fu eseguita per la prima volta il 9 aprile 1902.

## Incisioni
Snöfrid è il titolo di una registrazione del 2001 di quest'opera insieme ad altre musiche di Sibelius, tra cui la Cantata per l'incoronazione di Nicola II, Rakastava (L'amante), Oma maa (Il mio paese) e Andante Festivo. Nel volume 54 di una completa Sibelius Edition della BIS, Osmo Vänskä dirige il Jubilate Choir e l'Orchestra Sinfonica di Lahti, la narratrice è Stina Ekblad. Una recensione osserva che le "prime pagine al galoppo" ricordano la Seconda Sinfonia e continua: